# 阿加迪爾空難

阿加迪爾空難是皇家約旦航空一班往來巴黎至阿加迪爾定期航班，1975年8月3日，一架波音707客機墜毀於阿加迪爾機場附近，造成188名乘客死亡。
阿加迪爾空難是摩洛哥史上最嚴重空難，也是涉及波音707最嚴重空難。